# Blue Origin NS-18
NS-18 foi um voo suborbital operado pela Blue Origin que ocorreu em 13 de outubro de 2021.
Aos 90 anos de idade, William Shatner tornou-se a pessoa mais idosa ao voar ao espaço, superando o recorde de 82 anos estabelecido por Wally Funk, quando ela voou três meses antes no primeiro voo tripulado do New Shepard. De acordo com a empresa, Shatner voou como um convidado e por isso não teve de pagar.
Enquanto estava no espaço, Shatner experienciou o efeito perspectiva e articulou esta sensação ao vivo logo após o voo enquanto conversava com Jeff Bezos.

## Tripulação
| Posição | Astronauta      |
| ------- | --------------- |
| Turista | Andrey Powers   |
| Turista | Chris Boshuizen |
| Turista | Glen de Vries   |
| Turista | William Shatner |